# Belrupt
Belrupt là một xã, nằm ở tỉnh Vosges trong vùng Grand Est của Pháp. Xã này có diện tích kilômét vuông, dân số năm 1999 là người. Xã này nằm ở khu vực có độ cao trung bình m trên mực nước biển.
Dân địa phương tiếng Pháp gọi là Belruptiens.

## Hành chính
| Danh sách các xã trưởng                |              |                 |      |         |
| Giai đoạn                              | Giai đoạn    | Tên             | Đảng | Tư cách |
| tháng 3 2001                           | tháng 3 2014 | Jean-Paul Fèvre |      |         |
| Tất cả các dữ liệu trước đây không rõ. |              |                 |      |         |

## Biến động dân số
| 1962                                         | 1968 | 1975 | 1982 | 1990 | 1999 |
| -------------------------------------------- | ---- | ---- | ---- | ---- | ---- |
| 126                                          | 136  | 113  | 103  | 116  | 111  |
| Số liệu từ năm 1962: Dân số không tính trùng |      |      |      |      |      |